# Rocío Dúrcal sus 16 grandes éxitos
Rocío Dúrcal sus 16 grandes éxitos es un álbum recopilatorio de la cantante española Rocío Dúrcal editado en 1983 bajo el sello de BMG Ariola. Forma parte de la lista de los 100 discos que debes tener antes del fin del mundo, publicada en 2012 por Sony Music.

## Lista de canciones
| N.º   | Título                       | Duración |  |
| 1.    | «Tarde»                      | 3:08     |  |
| 2.    | «Nadie es como tu»           | 3:02     |  |
| 3.    | «Nuevamente sola»            | 4:30     |  |
| 4.    | «Que el mundo ruede»         | 2:33     |  |
| 5.    | «Fue un placer conocerte»    | 2:59     |  |
| 6.    | «No sirvo para estar sin ti» | 3:44     |  |
| 7.    | «Me gustas mucho»            | 3:02     |  |
| 8.    | «La gata bajo la lluvia»     | 3:38     |  |
| 9.    | «Jamás me cansare de ti»     | 3:00     |  |
| 10.   | «Me nace del corazón»        | 2:45     |  |
| 11.   | «No lastimes más»            | 3:34     |  |
| 12.   | «La muerte del palomo»       | 3:24     |  |
| 13.   | «Fue tan poco tu cariño»     | 3:12     |  |
| 14.   | «Juro que nunca volveré»     | 2:32     |  |
| 15.   | «Déjame»                     | 3:36     |  |
| 16.   | «La verdad de la verdad»     | 4:29     |  |
| 50:28 |                              |          |  |